# Spyridium subochreatum
Spyridium subochreatum är en brakvedsväxtart som beskrevs av Reiss.. Spyridium subochreatum ingår i släktet Spyridium och familjen brakvedsväxter. Utöver nominatformen finns också underarten S. s. laxiusculum.